# Algot Lönn
Algot Lönn (n. 18 decembrie 1887, Eskilstuna, Södermanlands län, Suedia – d. 3 aprilie 1953, Eskilstuna, Södermanlands län, Suedia) a fost un ciclist de performanță ce a reprezentat Suedia, medaliat olimpic. A participat la o ediție a Jocurilor Olimpice (1912) în care a câștigat o medalie de aur.

## Participări
Lista de mai jos prezintă principalele competiții la care a participat Algot Lönn de-a lungul carierei.
- cycling at the 1912 Summer Olympics – men's team time trial[*]